# Lešany (Benešovi járás)
Lešany település Csehországban, a Benešovi járásban. Lešany Netvořice, Krňany, Krhanice, Týnec nad Sázavou, Chleby és Kamenný Přívoz településekkel határos. Lakosainak száma 921 fő (2024. január 1.).

## Népesség
A település lakosságának változását az alábbi diagram mutatja:
| Lakosok száma | 965  | 940  | 1007 | 951  | 621  | 551  | 737  | 780  | 813  | 921  |
|               | 1869 | 1890 | 1921 | 1950 | 1980 | 2001 | 2017 | 2019 | 2022 | 2024 |